# معركة بيلكة
معركة بيلچا وقعت في 27 أغسطس 1388 م/ 24 شعبان 790 هـ بين المملكة البوسنية بقيادة دوق فلاتكو فوكوفيتش و العثمانيين تحت قيادة لالا شاهين باشا. بلغ عدد جيش فلاتكو فوكوفيتش 7,000 مقاتل من البوسنة، وجيش شاهين باشا بلغ 18,000 مقاتل عثماني. وكانت هذه أول مواجهة بين الأتراك والبوسنيين في مدينة رودين. نشبت المعركة بالقرب من بلدة بيلچا، وكان النصر حليف الجيش البوسني، وانهزم العثمانيون، مما أدى إلى تأخر تقدمهم في البوسنة. لاذ شاهين باشا بالفرار، بينما كانت الخسائر في صفوف المنتصرين قليلة.